# 库菲
库菲（法語：Couffy，法語發音：[kufi]）是法国卢瓦-谢尔省的一个市镇，位于该省南部，属于罗莫朗坦-朗特奈区。

## 地理
库菲（47°14'51"N, 1°26'22"E）面积14.92 平方千米，位于法国中央-卢瓦尔河谷大区卢瓦-谢尔省，该省份为法国中北部省份，北起厄尔-卢瓦省，东北接卢瓦雷省，东南接谢尔省，南至安德尔省，西南接安德尔-卢瓦尔省，西北接萨尔特省。
与库菲接壤的市镇（或旧市镇、城区）包括：谢尔河畔努瓦耶、利村、沙托维约、谢尔河畔沙蒂永、默讷、塞日。

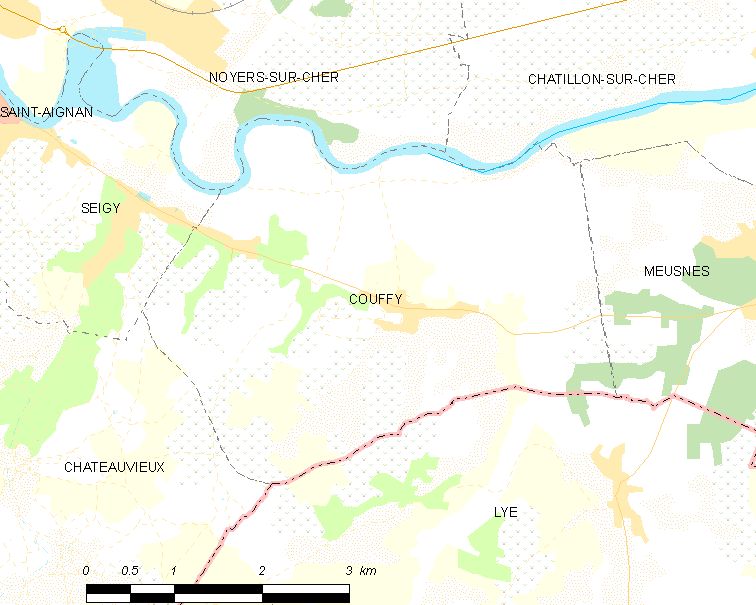
库菲的OSM定位图

库菲的时区为UTC+01:00、UTC+02:00（夏令时）。

## 行政
库菲的邮政编码为41110，INSEE市镇编码为41063。

## 政治
库菲所属的省级选区为圣艾尼昂县。

## 人口

1962-2008年间库菲人口变化图示

库菲于2022年1月1日时的人口数量为503人。